# Datura
Datura L., 1753 è un genere di piante della famiglia delle Solanaceae, originario dell'America. Il nome deriva dalla parola sanscrita dhatūrā "mela spinosa".

## Descrizione
Comprende specie erbacee annuali, perenni, arbustive, e più raramente arboree, piante caratteristiche dei climi temperati. Hanno una fioritura ricca con corolle grandi tubolari colorate di bianco candido, crema o violetto dal profumo intenso e persistente, altezza da 1 a 3 m.

## Distribuzione e habitat
Il genere è diffuso in Sud America, America centrale e Nord America.

## Tassonomia
Il genere comprende le seguenti specie:
- Datura arenicola Gentry ex Bye & Luna
- Datura ceratocaula Ortega
- Datura discolor Bernh.
- Datura ferox L.
- Datura inoxia Mill.
- Datura kymatocarpa Barclay
- Datura lanosa A.S.Barclay ex Bye
- Datura leichhardtii Benth.
- Datura metel L.
- Datura pruinosa Greenm.
- Datura quercifolia Kunth
- Datura reburra Barclay
- Datura stramonium L.
- Datura wrightii Regel

## Proprietà
Tutte le specie (in particolare D. stramonium, D. metel e D. inoxia) contengono in percentuali variabili gli alcaloidi allucinogeni scopolamina e atropina. Sono state utilizzate fin dall'antichità per rituali religiosi e sciamanici, benché ne fosse nota l'alta pericolosità. Infatti la dose attiva di questi alcaloidi è molto vicina alla dose tossica, il che rende molto pericolose esperienze con questo genere di pianta. Siti di arte rupestre sono stati collegati al consumo del pericoloso allucinogeno.

## Usi
Le specie del genere Datura vengono coltivate come piante ornamentali nei giardini delle zone a clima mite, per macchie isolate e per aiuole, le specie arbustive; per fasce fiorite le specie annuali; con clima invernale rigido si preferisce la coltivazione in vaso; alcune specie velenose vengono utilizzate come piante medicinali.

## Coltivazione
Prediligono esposizione riparata dal freddo e soleggiata, terreno leggero, fertile, fresco e sabbioso.
Le specie perenni, più sensibili alle gelate, devono essere ricoverate in serra fredda o in locale asciutto, prevedendo quindi la coltura in vaso o togliendo dal terreno le piante prima dell'arrivo del gelo, come per i Pelargonium, e ripiantate in Primavera dopo un'energica potatura.
La moltiplicazione avviene con la semina primaverile, per le specie annuali o per le perenni coltivate come annuali, per la fioritura estiva; per le specie perenni come la D. arborea si ricorre alla moltiplicazione per talea legnosa, in settembre, utilizzando i rami dell'anno.

## Avversità
Temono il gelo e il ristagno idrico.